# مرگ جنسیت ندارد

تبلیغ این فیلم در یکی از جراید که در ایران با نام «لاله زرد» دوبله و اکران شد.

مرگ جنسیت ندارد (ایتالیایی: La morte non ha sesso) که با نام رخپوش سیاه برای لیزا (انگلیسی: A Black Veil for Lisa) هم شناخته می‌شود، فیلمی دلهره‌آور به کارگردانی ماسیمو دالامانو است که در سال ۱۹۶۸ منتشر شد. این فیلم پیش از انقلاب با نام لاله زرد دوبله و در سینماها اکران شد.

## گزیدهٔ بازیگران
- جان میلز
- لوچانا پالوتزی
- رابرت هوفمان
- تولیو آلتامورا
- کارلو هینترمن
- انتسو فی‌یرمونته